# Запсільське
Запсі́льське — село в Україні, у Великобудищанській сільській громаді Миргородського району Полтавської області. Колишній орган місцевого самоврядування — Вельбівська сільська рада. Площа населеного пункту — 33 га, дворів — 31, населення — 66 осіб (станом на 1 січня 2008 року).

## Географія
Село Запсільське знаходиться за 1 км від Вельбівки, 13 км від Гадяча, за 111 км від Полтави та за 18 км від залізничної станції Гадяч. За 2.5 км від лівого берега річки Псел. На відстані 1 км розташовані села Соснівка та Вельбівка.
По селу тече струмок, що пересихає із заґатою. До села примикає невеликий лісовий масив.

## Історія
- 1802 — дата заснування.
- Село постраждало внаслідок геноциду українського народу, проведеного окупаційним урядом СССР 1923—1933 та 1946–1947 роках.